# لین ویلمز
لین ویلمز (انگلیسی: Lynn Wilms؛ زادهٔ ۳ اکتبر ۲۰۰۰) بازیکن فوتبال اهل پادشاهی هلند است.
از باشگاه‌هایی که در آن بازی کرده‌است می‌توان به باشگاه فوتبال زنان وولفسبورگ اشاره کرد.
وی همچنین در تیم‌های ملی فوتبال Netherlands women's national under-17 football team, Netherlands women's national under-19 football team، و زنان هلند بازی کرده‌است.